# Emerald Coast Association of Realtors $25,000 Women's Challenger 2007
L'Emerald Coast Association of Realtors $25,000 Women's Challenger 2007 è stato un torneo di tennis facente parte della categoria ITF Women's Circuit nell'ambito dell'ITF Women's Circuit 2007. Il montepremi del torneo era di $25 000 e si è svolto nella settimana tra il 15 e il 21 gennaio 2007 su campi in cemento. Il torneo si è giocato a Fort Walton Beach negli Stati Uniti.

## Vincitori

### Singolare
Pauline Parmentier ha sconfitto in finale  Jana Juričová con il punteggio di 6–4, 6–3.

### Doppio
Angelika Bachmann /  Tetjana Lužans'ka hanno sconfitto in finale  Marie-Ève Pelletier /  Sunitha Rao con il punteggio di 7–5, 6(7)–7, 7–6(4).